# 名張藤堂家
名張藤堂家（なばりとうどうけ）は、藤堂氏の支流で武家・士族・華族だった家。藤堂高虎の養子・藤堂高吉を祖とし、江戸時代には津藩の一門家臣として代々宮内を通称とし、藤堂宮内家とも呼ばれた。維新後には初め士族、後に華族の男爵家に列した。

## 概要
藤堂高虎は実子に恵まれなかったため、養子として迎えた高吉（丹羽長秀の三男）を後継者にしようと考えていたが、慶長6年（1601年）に高虎に実子・高次が生まれると、その話も消滅する。伊予国今治城主（高虎の城代）となっていた高吉は、寛永7年（1630年）の高虎の死後、実子の高次の家臣として仕えるようになる。寛永9年（1632年）、松平定房が今治へ移封されることとなったため、伊勢国へ2万石の移封となった。しかしその後、寛永13年（1636年）、高次の命によりさらに伊賀国名張に移封された。次男以下3人に5000石を分知し、15000石となった。高次は高吉の存在を危険視したとされ（幕府に高吉を藤堂本家から独立した大名に取り立てようという動きがあったためといわれる）、名張移封も高吉に対する高次の冷遇の一環であったといわれる。その後、享保年間まで名張藤堂家と本家との対立は続いた。
1734年（享保19年）、藤堂長熙は藩祖・高吉の実家である丹羽家を通して幕府に独立を働きかけ、重臣たちも幕府との交渉のため江戸に向かった。しかし翌1735年（享保20年）に本家の知るところとなり、一触即発の状態になった。最終的に、横田太右衛門・小沢宇右衛門・七条喜兵衛の3名が主君のあずかり知らぬところと主張し、責任を被って切腹した。長熙は隠居を命じられ、長美が跡を継いだ（享保騒動、名張騒動とも）。以降、本家から2名の横目付が派遣され、常時監視下に置かれるようになった。また、家臣の旅行や他家への使者派遣、あるいは他家からの使者を迎えるに当たっては、必ず本家の上野城代の許可が必要になった。文化15年（1818年）4月には、名張藤堂家で慣習であった、当主を「殿様」と称することを藩から禁じられている。これらは藤堂長教が津藩本家から室を迎えて以降、徐々に改善するが、同時に遠祖である”丹羽家”色や独立気風も薄れていった。
11代の高節の時に明治維新を迎える。明治15年、明治16年頃の作成を思われる『旧藩壱万石以上家臣家産・職業・貧富取調書』（『三条家文書』所収）は高節について旧禄高1万5000石、所有財産は金禄公債1750円、職業は無職、貧富については「貧なる方」と記している。同時期にはそもそも万石以上陪臣叙爵がまだ行われていなかったので名張藤堂家も士族にとどまっていた。そのうち経済状況が改善したとみられ、明治39年に藤堂高成の代に男爵に叙されている。昭和前期に名張藤堂男爵家の邸宅は東京市中野区小滝町にあった。子孫は現在も東京に在住する。歴代の墓所は、名張の徳蓮院にある。

## 歴代当主
1. 藤堂高吉（たかよし）（1579年 - 1670年）
2. 藤堂長正（ながまさ）（1614年 - 1682年）
3. 藤堂長守（ながもり）（1647年 - 1697年）
4. 藤堂長源（ながもと）（1689年 - 1716年）
5. 藤堂長熙（ながひろ）（1698年 - 1776年）
6. 藤堂長美（ながよし）（1732年 - 1741年）
7. 藤堂長旧（ながひさ）（1738年 - 1797年）
8. 藤堂長教（ながのり）（1779年 - 1830年） 正室は津藩第9代藩主・高嶷の娘。
9. 藤堂長徳（ながのり）（1811年 - 1864年） 久居藩主藤堂高邦の父。
10. 藤堂高美（たかよし）（1824年 - 1864年） 実父は本家（津藩）第10代藩主藤堂高兌。
11. 藤堂高節（たかせつ）（?年 - 1887年） 実父は藤堂采女家第8代元晋。
12. 藤堂高成（たかしげ） 竹内治則の子で高節の養子となる。男爵。神宮皇學館助教授。

## 系譜
```
凡例
　太線は実子、細線は養子。
```

```
高虎

 ｜

高吉

 ┣━━━┓

長正
　　
長則

 ┣━━━┓

長守
　　
長定

 ┃　　　┣━━━┓

長源
　　
長熙
　　
長桓

 　　　　┣━━━┓
　　　　
長美
　　
長旧

 　　　　　　　　┃
　　　　　　　　
長教

 　　　　　　　　┣━━━┓
　　　　　　　　
長誠
　　
長徳

 　　　　　　　　　　　　┃
　　　　　　　　　　　　
高邦
```

## 名張陣屋
名張陣屋（なばりじんや）は、現在の名張市にあった陣屋である。現在に残る屋敷の一部が「名張藤堂家邸跡」として公開されている。これらの建物は、以前の屋敷が1710年（宝永7年）の名張大火で焼失した後に徐々に再建・増築されたものと見られている
。
初代の高吉は、名張の高台の旧領主の筒井氏の家臣邸跡地に陣屋を構え、旧領今治より連れてきた商人、職人も城下に居住させ、名張の町の発展の礎を築いた。当初の屋敷は、3代長源の代の宝永7年（1710年）の名張大火で焼けてしまい、現存するものはその後に再建されたものであり、明治元年にその大部分が破却されたが、一部は居住部分を中心に残っている。上級武士の屋敷として、生活の場の中奥部分が残されていて、全国的に珍しく貴重な存在となっている。県文化財に指定されている。